# Stora Ångestö
Stora Ångestö är en ö i Finland. Den ligger i Finska viken och i kommunen Ingå i den ekonomiska regionen  Raseborg i landskapet Nyland, i den södra delen av landet. Ön ligger omkring 50 kilometer väster om Helsingfors.
Öns area är 24 hektar och dess största längd är 0,8 kilometer i öst-västlig riktning.